# Copriodes anassa
Copriodes anassa är en fjärilsart som beskrevs av Edward Meyrick 1889. Copriodes anassa ingår i släktet Copriodes och familjen plattmalar. Inga underarter finns listade i Catalogue of Life.